# John Glas
John Glas o Glass (Auchtermuchty, 5 d'octubre de 1695 – Dundee, 30 de novembre de 1773) fou un teòleg protestant escocès fundador de la secta dels glasites. Els seus sermons el feren molt popular: un d'aquests, que publicà el 1727 amb el títol Testimony of the King of martyrs concerning his Kingdow, atacà el principi d'intervenció de l'autoritat civil en els afers religiosos. L'any següent Glas fou destituït del sacerdoci que regentava per l'Assemblea general de les Esglésies d'Escòcia, i poc temps després fou creada a Dundee la primera comunitat glasita. La nova secta no tardà a estendre's per Anglaterra i l'Amèrica del Nord, mercès principalment a l'activitat i zel de Sandeman, gendre i deixeble de Glas; per aquest motiu també són coneguts aquests sectaris amb el nom de sandemanians. La base d'aquesta secta protestant és la de la concepció religiosa en un sentit estrictament evangèlic, sense submissió a cap autoritat terrenal. Glas deixà diverses obres que foren publicades a Edimburg (1761-62), formant quatre volums.